# 第24次長期滞在
第24次長期滞在（だい24じちょうきたいざい、Expedition 24）は、国際宇宙ステーションへの24回目の長期滞在である。

## 乗組員
| 職務                | 第1期 (2010年6月)                                | 第2期 (2010年6月-9月)                            |
| ------------------- | ------------------------------------------------ | ------------------------------------------------ |
| 船長                | アレクサンドル・スクボルソフ, RSA （初飛行）     | アレクサンドル・スクボルソフ, RSA （初飛行）     |
| フライトエンジニア1 | ミハイル・コルニエンコ, RSA （初飛行）           | ミハイル・コルニエンコ, RSA （初飛行）           |
| フライトエンジニア2 | トレイシー・コールドウェル, NASA （2度目の飛行） | トレイシー・コールドウェル, NASA （2度目の飛行） |
| フライトエンジニア3 |                                                  | フョードル・ユールチキン, RSA （3度目の飛行）    |
| フライトエンジニア4 |                                                  | シャノン・ウォーカー, NASA （初飛行）            |
| フライトエンジニア5 |                                                  | ダグラス・ウィーロック, NASA （2度目の飛行）     |

### バックアップ
- ミハイル・チューリン　船長
- アレクサンダー・サマクチャイエフ
- スコット・ケリー
- アンドレイ・ボリシェンコ
- パオロ・ネスポリ
- キャスリン・コールマン